# Macropus fuliginosus
Macropus fuliginosus (західний сірий кенгуру) — вид роду кенгуру (Macropus), який живе в південній частині Австралії від Індійського океану на заході до заходу штатів Вікторія та Новий Південний Уельс. Підвид Macropus fuliginosus fuliginosus є ендеміком острова Кенгуру (Південна Австралія). Цей вид зустрічається в різних видах відкритого рідколісся, чагарників і в степових районах.

## Морфологія
Морфометрія. Довжина голови й тіла: 1050—1400 мм для самців і 850—1200 мм для самиць, довжина хвоста: 950—1000 мм для самців і 750 мм для самиць.
Опис. Основне забарвлення від світло-сіро-коричневого до шоколадного. Час проживання дітей у сумці 298.4 доби. Статева зрілість досягається за 29 місяців. 

## Загрози та охорона
Серйозних загроз для виду нема. Вид присутній на багатьох природоохоронних територіях і добре захищений національним законодавством.

## Підвиди
вид Macropus fuliginosus
- підвид Macropus fuliginosus fuliginosus (Desmarest, 1817)
- підвид Macropus fuliginosus melanops (Gould, 1842)
- підвид Macropus fuliginosus ocydromus (Gould, 1842)